# 22-я дивизия ПВО
22 дивизия войск ПВО страны соединение войск противовоздушной обороны СССР и, позже, России. Вошла в состав 14-й отдельной армии ПВО в соответствии с Директивой ГШ от 27 июня 1967 года. Штаб находился в Норильске. Расформирована в 1993 году. Части дивизии расформированы в 1992—1994 годах.

## Боевой состав дивизии
- Управление, штаб Норильск
- 50-я отдельная транспортная авиационная эскадрилья, с августа 1981 года, (Норильск (Алыкель): Ми-8, (с1989г) Ми-26, Ан-12, (с1990г) Ан-26, в ноябре 1994 года, после расформировании дивизии переформирована в 11-й авиационный поисково спасательный отряд Ми-8, Ан-26;
- 57-й гвардейский истребительный авиационный полк, с 07 ноября 1990 года, (Норильск, аэропорт Алыкель, в/ч 40442: Су-15тм → МиГ-31;
- 91-я зенитно ракетная бригада, в 1976 году переформирована в 391-й зенитно ракетный полк (Печора (город), Коми АССР), в/ч 96436;
- 414-й гвардейский Брестский Краснознамённый зенитный ракетный полк (Норильск), в/ч 83239;
- 512-й зенитный ракетный полк (Сургут, ХМАО) ;
- 84-й радиотехнический полк — (Новый Уренгой, ЯНАО);
- 92-й радиотехнический полк — (Тикси, Якутская АССР), в/ч 03161;
- 164-й радиотехнический полк — (Норильск), в/ч 03175;
- 169-й радиотехнический полк, в 1991[источник не указан 227 дней] году переформирован в 169-ю радиотехническую бригаду (Диксон, Красноярский край), в/ч 03177;

Подразделения этих частей располагались на островах Северного Ледовитого океана между Новой Землёй и островом Врангеля.